# 坎波奥德乌索
坎波奥德乌索，是西班牙坎塔布里亚的一个市镇。总面积90平方公里，总人口759人（2001年），人口密度8人/平方公里。